# Draba ecuadoriana
Draba ecuadoriana é uma espécie de angiospermas da família Brassicaceae.
Apenas pode ser encontrada no Equador.
Os seus habitats naturais são: áreas rochosas.
Está ameaçada por perda de habitat.